# 高屋町造賀
高屋町造賀（たかやちょうぞうか）とは、広島県東広島市の大字。全域で住居表示未実施である。

## 概要
高屋地区北部、造賀川沿岸に位置しており、国道375号・486号が町内を縦断している。福富地区、豊栄地区、志和地区、八本松地区に隣接する。
酒米の一つ山田錦の生産が盛んな地域であり、西条酒の生産を支えている。
旧賀茂郡造賀村ならびに豊田郡戸野村大字造賀に相当する。

## 沿革
近代以前は賀茂郡造賀村と豊田郡造賀村が隣接して存在しており、その両方が現在の高屋町造賀の前身となっている。本節ではその両方の沿革を述べる。
- 1889年（明治22年）4月1日 - 町村制施行。
  - 賀茂郡造賀村は単独で村制施行する。大字は設置されなかった[3][4]。
  - 豊田郡造賀村は宇山村、戸野村と合併し、新たに戸野村を発足させる。旧造賀村域は「造賀」として戸野村の大字となる[3][5]。
- 1950年（昭和25年）6月10日 - 造賀村が戸野村造賀を編入。なお戸野村の残部は1955年に河内町への編入を経て、現在は東広島市の一部となっている[3][4][5]。
- 1958年（昭和33年）1月1日 - 造賀村が賀茂郡高屋町に編入される。旧造賀村域は「造賀」として高屋町の大字となる[3][4]。
- 1974年（昭和49年）4月20日 - 高屋町が周辺3町と合併し、東広島市が発足。造賀は「高屋町造賀」として東広島市の大字となる[3][6]。

## 交通

### 鉄道
町内に鉄道は通っていない。最寄り駅はJR山陽本線の西高屋駅である。また県道350号を経由して八本松駅、寺家駅を利用することも可能である。いずれの駅でも、4km以上の距離がある。

### バス
芸陽バスが地区内を走る路線バスを運行している。
- 西条駅 - 高美が丘 - 造賀 - 豊栄
- 西条駅 - 造賀 - 豊栄
- 八本松駅 - 磯松 - 造賀 - 豊栄

### 道路

#### 一般国道
- 国道375号・国道486号 - 町内全区間で重複している。

#### 一般地方道
- 広島県道350号造賀八本松線
- 広島県道351号造賀田万里線

## 施設
- 東広島市立造賀小学校
- 東広島市立造賀保育所
- 造賀郵便局
- 造賀地域センター

## 学区
市立小・中学校に通う場合、造賀小学校ならびに高屋中学校に通学することになる。

## 世帯数・人口
2024年9月末での世帯数は1055世帯、人口は2109人である。